# Moldvay Katalin
Moldvay Katalin (Szatmárnémeti, 1955. június 22. –) Németországban élő erdélyi festőművész.

## Életpályája
Szatmáron a Zene- és Képzőművészeti Líceumban tanult. 1976–1980 között a kolozsvári Ion Andreescu Képzőművészeti Főiskola grafika szakos hallgatója volt. 1981–1984 között díszlet- és jelmeztervező a Szatmárnémeti Északi Színházban. 1984-től Németországban él. 1986 óta kiállító művész. 1988–1990 között hosszabb időt töltött az USA északnyugati hegyvidékein, ahol erdőinstallációt készített. 1991–1992 között Lappföldön és Izlandon volt; a természetben dolgozott. 1993–1999 között az ausztriai Alpokban dolgozott.

### Munkássága
A Badischer Kunstverein, a Gesellschaft der Freunde junger Kunst, a BBK és a Künstlergilde tagja. Használt és talált tárgyakból redukált objekteket, installációkat készít. E tárgyakat gyakran térrajzként komponálja meg. Fotói és rajzai legtöbbször a különleges, 3D-s munkák alapjául szolgálnak. Kötődése a kortárs zenéhez olyan feladatok megoldásában is tükröződik, mint például egy maszkruha elkészítése George Lopez zeneszerző Az elfeledett ősök árnyékai című darabjához, vagy egy szögesdrótos installáció megtervezése Vinko Globokar egyik zeneművéhez, mely 2000 októberében a donaueschingeni Kortárs Zenei Fesztiválon került bemutatásra.

## Színházi munkái
- Georgescu: Négyszemközt a fallal (1981)
- Osborne: Nézz vissza haraggal (1981)
- Karácsony-Gyöngyösi: Sohasem késő (1983)
- Mesetár (1984)

## Kiállításai

### Egyéni
- 1986 Városi Galéria, Gaggenau
- 1987 Hilbur Galerie, Karlsruhe; Schütte Galerie, Essen
- 1993 Parkinstalláció a donaueschingeni Kortárs Zenei Napokra, az SWR Rádió-Televízió megbízásából, Scramberg
- 1995 karmestermaszkruha George Lopez Ensemble-darabjához, bem. Klangforum Wien, Bécsben
- 1997 Altes Dampfbad, Baden-Baden
- 1998 Hilbur Galerie, Karlsruhe
- 1999 Brötzinger Art Galerie, Pforzheim
- 2000 Kunstverein, Heidenheim

### Válogatott, csoportos
- 1986 Nemzetközi grafikai Biennálé (NOR)
- 1987 4. Nemzetközi grafikai triennálé (FIN)
- 1992 A jelen ereje, Badischer Kunstverein, Karlsruhe; a Városi Galéria által vásárolt művek a Prinz Max-Palastban, Karlsruhe
- 1994 a Lovis Corinth-díjasok díjazottjainak kiállítása, Kalinyingrád; Ostdeutsche Galerie, Regensburg
- 1997 Ungehalten, hat művésznő kiállítása, Ostdeutsche Galerie, Regensburg; Városi Galéria, Esslingen
- 1998 Bühl
- 1999 a Hilbur Galéria gyűjteménye; Forradalom a dobozban, a Westermann Gyűjtemény, Rastatt; Compact 2000, Staatliche Kunsthalle, Baden-Baden
- 2000 Gesellschaft der Freunde junger Kunst, Baden-Baden

## Díjai
- Corinth támogatási díj (1994)